# Співдружність (поїзд)
«Співдружність» — фірмовий швидкий поїзд Російських залізниць (нічний швидкий) № 65/66 сполученням Москва — Кишинів. Протяжність маршруту руху поїзда складає — 1569 км.
На даний потяг можна придбати електронний квиток.

## Історія
З 2 березня 1990 року була надана можливість росіянам виїхати за кордон через Придністров'я без віз.
20 липня 2005 року відправився в перший рейс. З 1 січня 2007 року іменування знято, а потягу дали звичайні вагони.
З 14 грудня 2014 року потяг став єдиним формування російських залізниць, який курсує через Київ.
27 вересня 2017 року, через надзвичайну подію на залізниці під Вінницею, потяг курсував в об'їзд через станції Хмельницький, Шепетівку, що спричинило затримку руху потяга майже на п'ять годин.
З 11 грудня 2017 року потяг став єдиним, який прямує територією України, бо інші потяги в сторону Ростова-на-Дону і Лисок поїхали в об'їзд.
З 17 березня 2020 року потяг відмінили через закриття кордонів і через пандемію COVID-19.

## Інформація про курсування
Поїзд «Співдружність» до 17 березня 2020 року курсував цілий рік, через день. На маршруті руху зупиняється на 34 проміжних станціях.
У Києв потяг прибуває взимку о 04:12, а відправляється о 04:23, а на кінцеву о 18:33 (за місцевим часом).
| Розклад руху потяга «Співдружність» № 65/66 на 2020/2021 рр. (за місцевим часом країн) | Розклад руху потяга «Співдружність» № 65/66 на 2020/2021 рр. (за місцевим часом країн) | Розклад руху потяга «Співдружність» № 65/66 на 2020/2021 рр. (за місцевим часом країн) | Розклад руху потяга «Співдружність» № 65/66 на 2020/2021 рр. (за місцевим часом країн) | Розклад руху потяга «Співдружність» № 65/66 на 2020/2021 рр. (за місцевим часом країн) |
| Час прибуття                                                                           | Час відправлення                                                                       | Станція                                                                                | Час прибуття                                                                           | Час відправлення                                                                       |
| -------------------------------------------------------------------------------------- | -------------------------------------------------------------------------------------- | -------------------------------------------------------------------------------------- | -------------------------------------------------------------------------------------- | -------------------------------------------------------------------------------------- |
| —                                                                                      | 16:31                                                                                  | Москва                                                                                 | 05:07                                                                                  | —                                                                                      |
| 05:12                                                                                  | 05:23                                                                                  | Київ                                                                                   | 12:05                                                                                  | 12:35                                                                                  |
| 18:33                                                                                  | —                                                                                      | Кишинів                                                                                | —                                                                                      | 22:45                                                                                  |

Актуальний розклад руху до відміни вказано у розділі «Розклад руху призначених поїздів» на офіційному вебсайті «Укрзалізниці» і на вкладці розкладу потягів на сайті РЖД.

## Склад потяга
На маршруті руху поїзда курсували два склади формування Московського філіала ФПК (ЛВЧД-15) на комбіновананому опаленні з кондиціонерами.
Потяг складається з 7 фірмових пасажирських вагонів різного класу комфортності:
- 2 купейних вагонів (№ 4—7);
- 4 Плацкартних вагонів (№ 8—9).

Плацкартні (№ 1—3) та купейні вагони (№ 10—15) — факультативні (включаються до складу потяга при збільшенні пасажиропотоку окремою вказівкою Московської філії АТ «ФПК».
Раніше був в спільному обороті з потягами № 593/594/596/595, які курсували по маршруту потяга № 48/47 «Молдова».

## Подія
21 березня 2014 року пограбували потяг на станції Вінниця. Грабіжники переодягнулись в форму УПА[неавторитетне джерело].